# Royal Swazi Sun Open
Het Royal Swazi Sun Open is een jaarlijks golftoernooi dat deel uitmaakt van de Sunshine Tour. Het toernooi werd opgericht in 1971 en wordt sinds de oprichting altijd gespeeld op de golfbaan van de Royal Swazi Spa Country Club in Mbabane, Swaziland.
Het toernooi wordt gespeeld in een aangepaste stableford formule. Een bogey levert 2 punten op, een eagle 5 punten, een albatros 8 punten. Voor iedere hole met een score boven par wordt een punt afgetrokken.
Er wordt in Pro-Am-teams gespeeld, waarbij de score van de pro en de beste amateur telt. Na 36 holes is er een cut waarna de 3de ronde wordt gespeeld. 

## Geschiedenis
Bij het organiseren van de eerste editie werd gehoopt dat er ook spelers uit Zuid-Afrika zouden komen, waar het niveau veel hoger was dat in Swaziland. Initiatiefnemer was Mark Borman, de pro van de golfclub en de houder van het baanrecord, dat toen 65 was. Hij was in 1959 professional geworden en had veel in Zuid-Afrika gespeeld. In 1963 had hij het Transvaal matchplay-kampioenschap gewonnen en was hij 2de geworden bij het Transvaal Open, aan beide toernooien mochten geen blanken meedoen. Hij wilde graag een toernooi oprichten waar geen discriminatie was.
Ieder jaar werd op de golfclub een groot toernooi georganiseerd voor zwarte spelers, in 1969 werd het gewonnen door Papwa Sewgolum met een score van 218. Hij deed ook mee aan de eerste editie van het Swazi Open en eindigde toen op de 3de plaats.

## Winnaars
| Jaar                                  | Winnaar                           | Score                             | Score                             | Info                                                                        |
| Holiday Inns Royal Swazi Sun Open     | Holiday Inns Royal Swazi Sun Open | Holiday Inns Royal Swazi Sun Open | Holiday Inns Royal Swazi Sun Open | Holiday Inns Royal Swazi Sun Open                                           |
| ------------------------------------- | --------------------------------- | --------------------------------- | --------------------------------- | --------------------------------------------------------------------------- |
| 1971                                  | Cobie le Grange po                | 71-64-67-71=270                   | –18                               | Won de play-off van Denis Hutchinson                                        |
| 1972                                  | Michael John Buczek               | 65-69-69-67=270                   | –18                               | [ 1 ]                                                                       |
| 1973                                  | Dale Hayes                        |                                   |                                   |                                                                             |
| 1974                                  |                                   |                                   |                                   |                                                                             |
| 1975                                  | Dale Hayes                        |                                   |                                   |                                                                             |
| 1976                                  | Hugh Baiocchi                     |                                   |                                   |                                                                             |
| 1977                                  | John Bland                        |                                   |                                   |                                                                             |
| 1978                                  |                                   |                                   |                                   |                                                                             |
| 1979                                  | Mark McNulty                      |                                   |                                   |                                                                             |
| 1980                                  | Ian Mosey                         |                                   |                                   |                                                                             |
| 1981                                  |                                   |                                   |                                   |                                                                             |
| 1982                                  |                                   |                                   |                                   |                                                                             |
| 1983                                  | John Bland                        |                                   |                                   |                                                                             |
| Hollard Royal Swazi Sun Open          |                                   |                                   |                                   |                                                                             |
| 1984                                  | Rick Hartmann                     |                                   |                                   |                                                                             |
| 1985                                  | Mark McNulty                      |                                   |                                   |                                                                             |
| 1986                                  | Mark McNulty                      |                                   |                                   |                                                                             |
| 1987                                  | Mark McNulty                      |                                   |                                   |                                                                             |
| 1988                                  | Don Levin                         |                                   |                                   |                                                                             |
| 1989                                  | Jeff Hawkes                       |                                   |                                   |                                                                             |
| 1990                                  | John Daly                         |                                   |                                   |                                                                             |
| 1991                                  | Hugh Royer III                    |                                   |                                   |                                                                             |
| 1992                                  | Ernie Els                         | 74-67-64-64=269                   | –19                               |                                                                             |
| 1993                                  | Sean Pappas po                    | 71-64-69-68=272                   | –16                               | Won de play-off van Ernie Els                                               |
| 1994                                  | Omar Uresti                       | 65-73-68-68=274                   | –14                               |                                                                             |
| 1995                                  | Brad Ott                          | 67-67-67-65=266                   | –22                               |                                                                             |
| 1996                                  | Richard Kaplanpo                  | 66-67-70-68=271                   | –17                               | Won de play-off van Wayne Westner                                           |
| 1997                                  | Warrick Druian                    | 70-64-65-70=269                   | –19                               |                                                                             |
| Stenham Royal Swazi Sun Open          |                                   |                                   |                                   |                                                                             |
| 1998                                  | Paul Friedlander po               | 65-69-67=201                      | –15                               | Won de play-off van Scott Dunlap                                            |
| 1999                                  | Marc Cayeux                       | 67-68-65-66=266                   | –22                               |                                                                             |
| 2000                                  | Mark McNulty                      | 64-74-68-61=267                   | –13                               | Gespeeld op de Wild Coast Sun Country Club                                  |
| Royal Swazi Sun Open                  |                                   |                                   |                                   |                                                                             |
| 2001                                  | Bradford Vaughan                  | 67-67-65-64=263                   | –25                               |                                                                             |
| 2002                                  | Andrew McLardy                    | 69-72-63-64=268                   | –20                               | Laatste editie met de strokeplay-formule                                    |
| Capital Alliance Royal Swazi Sun Open |                                   |                                   |                                   |                                                                             |
| 2003                                  | Des Terblanche po                 | 13-18-5=36                        | 13-18-5=36                        | Eerste editie met de stablefordtelling Won de play-off van Adilson Da Silva |
| 2004                                  | Nic Henning                       | 10-4-9-19=42                      | 10-4-9-19=42                      |                                                                             |
| 2005                                  | Hendrik Buhrmann                  | 11-7-10-14=42                     | 11-7-10-14=42                     |                                                                             |
| Samsung Royal Swazi Sun Open          |                                   |                                   |                                   |                                                                             |
| 2006                                  | Thomas Aiken                      | 8-24-9-18=59                      | 8-24-9-18=59                      |                                                                             |
| 2007                                  | Des Terblanche                    | 14-11-13-12=50                    | 14-11-13-12=50                    |                                                                             |
| 2008                                  | Jean Hugo                         | 16-26-13-1=56                     | 16-26-13-1=56                     |                                                                             |
| 2009                                  | Jaco Van Zyl                      | 14-18-15-18=65                    | 14-18-15-18=65                    |                                                                             |
| Investec Royal Swazi Sun Open         |                                   |                                   |                                   |                                                                             |
| 2010                                  | Keith Horne                       | 10-10-11-16=47                    | 10-10-11-16=47                    |                                                                             |
| 2011                                  | Justin Walters                    | 17-15-2-11=45                     | 17-15-2-11=45                     |                                                                             |
| 2012                                  | Christiaan Basson                 | 10-17-11-12=50                    | 10-17-11-12=50                    |                                                                             |
| 2013                                  | James Kingston po                 | 10-9-17-9=45                      | 10-9-17-9=45                      | Won de play-off van Ruan de Smidt                                           |
| 2014                                  | Danie van Tonder po               | 4-12-14-18=48                     | 4-12-14-18=48                     | Won de play-off van Jared Harvey en Jacques Blaauw                          |
| 2015                                  | PH McIntyre                       | 11-17-5-12=45                     | 11-17-5-12=45                     |                                                                             |
| 2016                                  | Titch Moore                       |                                   |                                   |                                                                             |